# لاشانا لينش
لاشانا لينش هي ممثلة بريطانية ولدت في 27 نوفمبر 1987.